# Apachemiris
Apachemiris is een geslacht van wantsen uit de familie van de Miridae (Blindwantsen). Het geslacht werd voor het eerst wetenschappelijk beschreven door Carvalho & Schaffner in 1974.

## Soorten
Het genus bevat de volgende soorten:

- Apachemiris areolatus Carvalho & Schaffner, 1974
- Apachemiris minor Carvalho & Schaffner, 1973
- Apachemiris vigilax (Van Duzee, 1923)